# 광영고등학교 (서울)
광영고등학교(光榮高等學校)는 대한민국 서울특별시 양천구 신월동에 있는 사립 고등학교로, 1985년에 개교되었다.

## 학교 연혁
- 1982년 11월 28일 : 학교법인 광영학원 설립 인가
- 1982년 11월 29일 : 초대 이사장 장옥출 취임
- 1984년 9월 30일 : 본관 교사동 45실 연건평(4,955.3m2) 준공(지상 5층)
- 1985년 2월 1일 : 서울광영고등학교 설립 인가
- 1985년 2월 1일 : 초대 교장 손광수 선생 취임
- 1986년 5월 26일 : 특별교실 15실(1,508.58m2) 준공(지상 5층)
- 1986년 8월 10일 : 광영 종합관 339m2 준공
- 1988년 2월 13일 : 제1회 졸업(546명)
- 1989년 6월 10일 : 체육관 및 강당 준공(연건평 3,390.75m2), 지하 1층, 지상 2층
- 1990년 3월 6일 : 전산실 및 컴퓨터 교육실 설치
- 1999년 2월 20일 : 급식시설 내부 개조, 확장 공사 준공(427.98m2)
- 2002년 3월 31일 : 정보센터 신축공사 준공(8실, 792.14m2)
- 2003년 11월 10일 : 정보센터 2차 증축 준공(8실, 860.56m2)
- 2011년 6월 30일 : 해암관 준공(1,625.78m2, 지상 4층)
- 2017년 2월 8일 : 제30회 졸업(424명) 총 16,798명
- 2017년 3월 1일 : 제8대 교장(박종양 선생) 취임
- 2018년 3월 1일 : 제9대 교장 취임
- 2021년 3월 1일 : 제10대 교장 취임
- 2022년 3월 1일 : 제11대 교장(장기만 선생) 취임

## 참고 자료
- 광영고등학교 - 한국교육학술정보원 학교알리미